# Pulkauer Flügelaltar

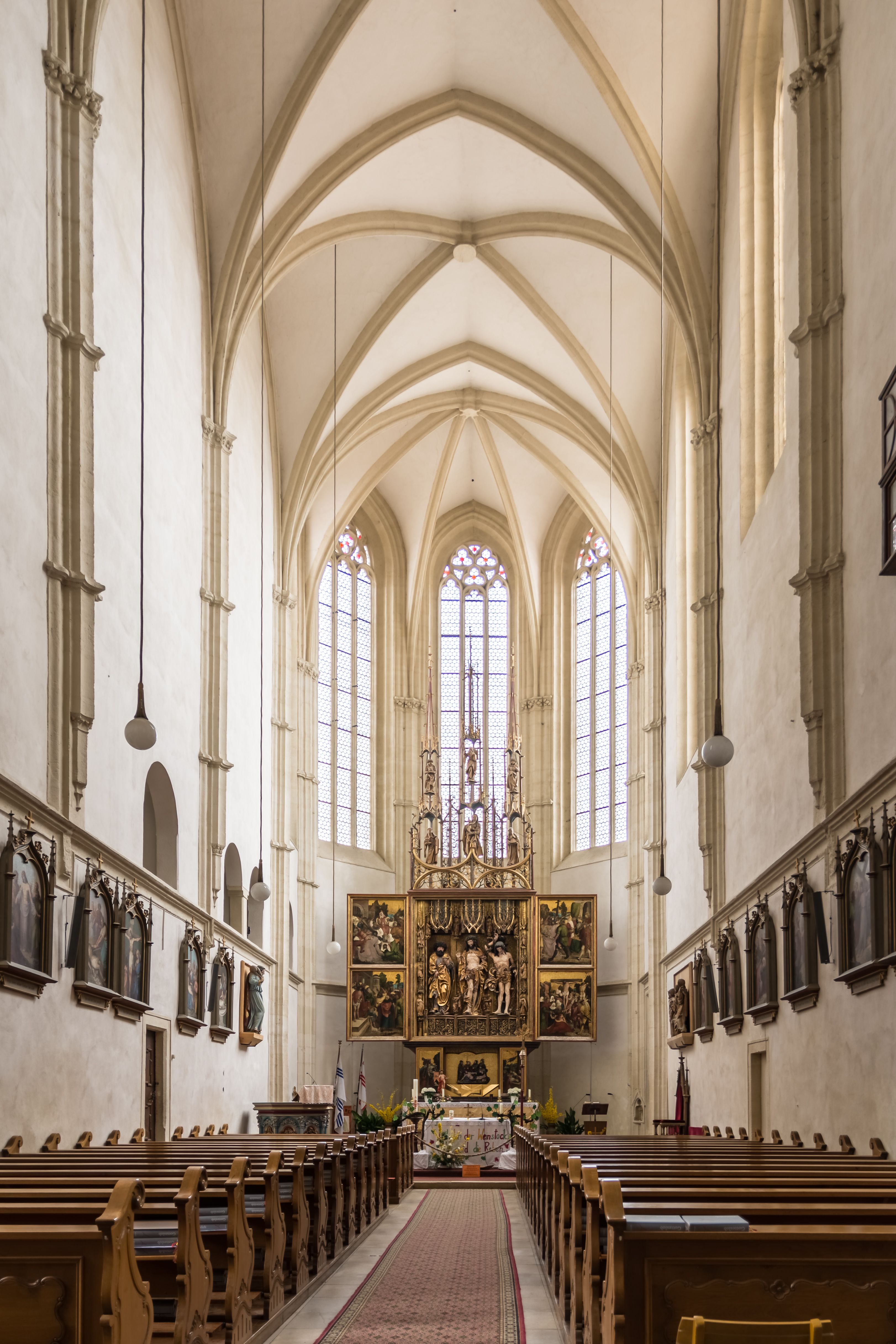
Der Flügelaltar im Chorschluss der Filialkirche in Pulkau

Der Pulkauer Flügelaltar ist ein um 1515/1525 geschaffener spätgotischer Flügelaltar, der als Hauptwerk der österreichischen Donauschule gilt. Er steht in der Filialkirche Pulkau in der Stadtgemeinde Pulkau im Bezirk Hollabrunn in Niederösterreich.

## Geschichte
Der Flügelaltar entstand um 1515/1525. Der Altar wurde 1820 renoviert und 1948/1949 in den ursprünglichen Zustand restauriert. 2006 wurde er fachmännisch vom Bundesdenkmalamt gereinigt.

## Aufbau und Ausstattung
Im Schrein stehen überlebensgroße Figuren: ein Schmerzensmann zwischen Bartholomäus und Sebastian. Seitlich und zwischen den Baldachinen darüber sind zehn Heiligenfiguren zu sehen, unter anderem Barbara, Katharina, der hl. Pantaleon, Achatius, Christophorus, der hl. Vitus und diverse Bischöfe oder Äbte; zu Füßen des Schmerzensmannes sind zwei kelchdarbringende Engel. Im Gesprenge sind Maria mit Kind zwischen dem hl Benedikt von Nursia, dem Ordensgründer des Benediktinerordens, und dem hl. Bernhard von Clairvaux sowie darüber Leopold zwischen Stephanus und Laurentius.
Die Flügelbilder zeigen bei geschlossenen Flügeln die Ölbergszene, die Gefangennahme, Christus vor dem Hoherichter Kaiphas und die Geißelung. Bei geöffneten Flügeln sind folgende Szenen zu sehen: Jesus wird dem Volk vorgeführt, Händewaschung des Pontius Pilatus, Kreuztragung mit Veronika und dem Schweißtuch; Kreuzabnahme mit Josef von Arimithäa. Über dem Tabernakel sind die Salbung oder Beweinung Christi und die Grablegung dargestellt, am Korpus der Predella seitlich zwei Szenen aus der Legende des Hostienfrevel, an der Predellarückwand Barbara, Katharina, Christophorus, Achatius.
Die Malerei und Plastik sind stilistisch uneinheitlich. Der Gesamtentwurf und die Ausführung der Predellatafeln wurden dem Meister der Historia Friderici et Maximiliani bzw. dem Meister des Pulkauer Altars zugeschrieben. Als Meister der Schnitzer wird Hans Schlais in den Chroniken genannt.